# Royal Rumble 2020
Royal Rumble 2020 è stata la trentatreesima edizione dell'omonimo pay-per-view di wrestling prodotto dalla WWE. L'evento si è svolto il 26 gennaio 2020 al Minute Maid Park di Houston (Texas).
In questa edizione, per la prima volta, i vincitori dei due Royal Rumble match avrebbero potuto sfidare anche i detentori dell'NXT Championship (nel caso del Royal Rumble match maschile) e dell'NXT Women's Championship (nel caso del Royal Rumble match femminile).

## Storyline
Come ogni anno avrà luogo il Royal Rumble match, il cui vincitore avrà un incontro a WrestleMania 36 per il titolo mondiale (il WWE Championship o l'Universal Championship);
inoltre, come accaduto nella scorsa edizione, vi sarà anche l'omonimo match in versione femminile, la cui vincitrice avrà un incontro a WrestleMania 36 con in palio il Raw Women's Championship, lo SmackDown Women's Championship o l'NXT Women's Championship.
Il 15 dicembre 2019, a TLC: Tables, Ladders & Chairs, l'Universal Champion Bray Wyatt è apparso nelle sue vesti borghesi e ha sconfitto The Miz in un match non titolato, ma successivamente è stato attaccato dal rientrante Daniel Bryan, che lo stesso Wyatt, in versione "The Fiend", aveva sconfitto il 24 novembre a Survivor Series difendendo l'Universal Championship (e poi attaccato nella puntata di SmackDown del 29 novembre). Nella puntata di SmackDown del 27 dicembre Bryan ha vinto un Triple Threat match che comprendeva anche King Corbin e The Miz, diventando il contendente nº1 all'Universal Championship di "The Fiend" Bray Wyatt per la Royal Rumble. Nella puntata di SmackDown del 17 gennaio 2020 l'incontro è stato modificato in uno Strap match.
A TLC, le Kabuki Warriors (Asuka e Kairi Sane) hanno difeso con successo il Women's Tag Team Championship in un Tables, Ladders and Chairs match contro la Raw Women's Champion Becky Lynch e Charlotte Flair. Successivamente, nella puntata di Raw del 16 dicembre, Becky ha dichiarato, durante un'intervista, di essersi sentita "protetta" venendo inserita nella divisione di coppia, senza riuscire a difendere il suo Raw Women's Championship, e la settimana successiva ha sfidato Asuka, con la giapponese che ha accettato. Il match tra Becky e Asuka per il Raw Women's Championship è stato annunciato nella puntata di Raw del 30 dicembre.
Prima di Survivor Series, King Corbin e Roman Reigns hanno iniziato una faida. Durante tale evento, inoltre, Corbin ha causato involontariamente l'eliminazione di Mustafa Ali, membro del suo team, e successivamente Reigns ha colpito Corbin con una Spear, causandone l'eliminazione. Nella successiva puntata di SmackDown Corbin ha affermato di essere stato lui a causare di fatto la vittoria del Team SmackDown a Survivor Series, e ha mandato Dolph Ziggler e Robert Roode contro Reigns, con quest'ultimo che ha affrontato e sconfitto Roode. In seguito, a TLC: Tables, Ladders & Chairs, Corbin (aiutato dai Revival e Dolph Ziggler) ha sconfitto Reigns in un Tables, Ladders and Chairs match. Qualche settimana dopo, a SmackDown, Corbin e Ziggler hanno attaccato nuovamente Reigns, che è stato soccorso dai rientranti Usos (Jey Uso e Jimmy Uso). Nella puntata di SmackDown del 10 gennaio 2020 Corbin e Ziggler hanno sconfitto gli Usos per squalifica dopo che Reigns ha colpito Corbin con una Spear. Successivamente, dopo tali eventi, un match tra King Corbin e Roman Reigns è stato annunciato per la Royal Rumble. Nella puntata di SmackDown del 17 gennaio Roman Reigns ha sconfitto Robert Roode in un Tables match, e come da stipulazione ha potuto ottenere la possibilità di scegliere la stipulazione per il suo match contro King Corbin alla Royal Rumble, rendendolo un Falls Count Anywhere match.
Dopo diverse settimane di alterchi tra la SmackDown Women's Champion Bayley e la sua amica Sasha Banks e Lacey Evans, dopo che in numerose occasioni la Banks e la Evans si sono scontrate, nella puntata di SmackDown del 17 gennaio la Evans ha sconfitto Bayley in un match non titolato. Un match tra Bayley e Lacey Evans valevole per lo SmackDown Women's Championship è stato annunciato per la Royal Rumble.
Nella puntata di SmackDown del 3 gennaio Sheamus ha fatto il suo ritorno dopo una lunga assenza, con l'apparente intenzione di aiutare Shorty G dall'attacco dei Revival (Dash Wilder e Scott Dawson) ma invece lo ha colpito col suo Brogue Kick. Nella puntata di SmackDown del 17 gennaio Sheamus e Shorty G hanno avuto un confronto nel backstage, e successivamente un match tra i due è stato annunciato per la Royal Rumble.
Nella puntata di Raw del 20 gennaio Andrade ha difeso con successo lo United States Championship in un Ladder match contro Rey Mysterio; a fine incontro, Andrade ha attaccato Mysterio, e quest'ultimo è stato salvato dal sopraggiunto Humberto Carrillo, il quale aveva ancora un conto in sospeso con Andrade dopo che questi lo aveva brutalmente attaccato durante un Gauntlet match nella puntata di Raw del 16 dicembre. Subito dopo, Carrillo ha sfidato Andrade per lo United States Championship alla Royal Rumble con il campione che ha accettato.

## Risultati
| #       | Match                                                                 | Stipulazioni                                           | Durata  |
| ------- | --------------------------------------------------------------------- | ------------------------------------------------------ | ------- |
| Kickoff | Sheamus ha sconfitto Shorty G                                         | Single match                                           | 12:35   |
| Kickoff | Andrade (c) (con Zelina Vega) ha sconfitto Humberto Carrillo          | Single match per il WWE United States Championship     | 14:20   |
| 1       | Roman Reigns ha sconfitto King Corbin                                 | Falls count anywhere match                             | 21:20   |
| 2       | Charlotte Flair ha vinto eliminando per ultima Shayna Baszler         | Women's royal rumble match                             | 54:20   |
| 3       | Bayley (c) ha sconfitto Lacey Evans                                   | Single match per il WWE SmackDown Women's Championship | 9:20    |
| 4       | "The Fiend" Bray Wyatt (c) ha sconfitto Daniel Bryan                  | Strap match per il WWE Universal Championship          | 17:35   |
| 5       | Becky Lynch (c) ha sconfitto Asuka (con Kairi Sane) per sottomissione | Single match per il WWE Raw Women's Championship       | 16:25   |
| 6       | Drew McIntyre ha vinto eliminando per ultimo Roman Reigns             | Royal rumble match                                     | 1:00:50 |

## Royal rumble match
Da questa edizione, per la prima volta, i vincitori dei due Royal Rumble match avrebbero potuto sfidare anche i detentori dell'NXT Championship (nel caso del Royal Rumble match maschile) e dell'NXT Women's Championship (nel caso del Royal Rumble match femminile).

### Femminile
– Wrestler di Raw
     – Wrestler di SmackDown
     – Wrestler di NXT
     – Wrestler di NXT UK

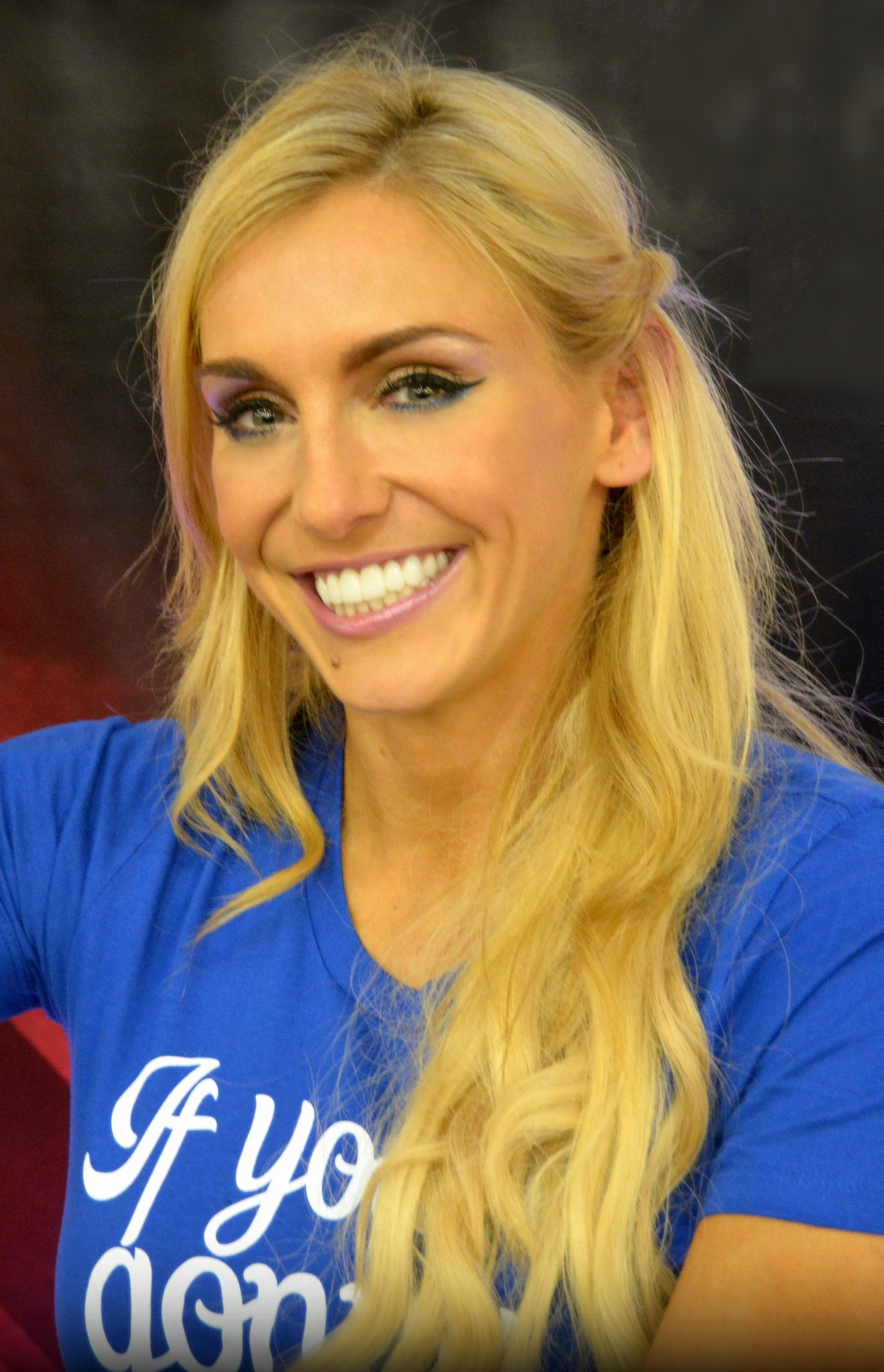
Charlotte Flair, vincitrice del Royal Rumble match femminile

     – Wrestler non affiliata
     – Vincitrice
| #   | Superstar         | Ordine | Eliminato da               | Tempo | N° eliminazioni |
| --- | ----------------- | ------ | -------------------------- | ----- | --------------- |
| 1ª  | Alexa Bliss       | 15ª    | Bianca Belair              | 26:34 | 3               |
| 2ª  | Bianca Belair     | 16ª    | Charlotte Flair            | 33:20 | 8               |
| 3ª  | Mighty Molly      | 3ª     | Bianca Belair              | 10:21 | 0               |
| 4ª  | Nikki Cross       | 5ª     | Bianca Belair              | 15:08 | 0               |
| 5ª  | Lana              | 1ª     | Liv Morgan                 | 02:29 | 1               |
| 6ª  | Mercedes Martinez | 4ª     | Mandy Rose e Sonya Deville | 08:14 | 0               |
| 7ª  | Liv Morgan        | 2ª     | Lana                       | 00:44 | 1               |
| 8ª  | Mandy Rose        | 6ª     | Bianca Belair              | 08:49 | 1               |
| 9ª  | Candice LeRae     | 8ª     | Bianca Belair              | 09:01 | 0               |
| 10ª | Sonya Deville     | 7ª     | Bianca Belair              | 05:31 | 1               |
| 11ª | Kairi Sane        | 9ª     | Alexa Bliss                | 05:22 | 0               |
| 12ª | Mia Yim           | 11ª    | Alexa Bliss                | 06:30 | 0               |
| 13ª | Dana Brooke       | 14ª    | Bianca Belair              | 05:26 | 0               |
| 14ª | Tamina            | 10ª    | Bianca Belair              | 00:39 | 0               |
| 15ª | Dakota Kai        | 12ª    | Chelsea Green              | 01:32 | 0               |
| 16ª | Chelsea Green     | 13ª    | Alexa Bliss                | 00:12 | 1               |
| 17ª | Charlotte Flair   | —      | Vincitrice                 | 26:19 | 4               |
| 18ª | Naomi             | 26ª    | Shayna Baszler             | 22:01 | 0               |
| 19ª | Beth Phoenix      | 28ª    | Shayna Baszler             | 23:05 | 1               |
| 20ª | Toni Storm        | 25ª    | Shayna Baszler             | 18:40 | 0               |
| 21ª | Kelly Kelly       | 18ª    | Charlotte Flair            | 02:29 | 0               |
| 22ª | Sarah Logan       | 17ª    | Charlotte Flair            | 00:28 | 0               |
| 23ª | Natalya           | 27ª    | Beth Phoenix               | 14:43 | 0               |
| 24ª | Xia Li            | 20ª    | Shayna Baszler             | 10:49 | 0               |
| 25ª | Zelina Vega       | 22ª    | Shayna Baszler             | 09:31 | 0               |
| 26ª | Shotzi Blackheart | 23ª    | Shayna Baszler             | 07:57 | 0               |
| 27ª | Carmella          | 24ª    | Shayna Baszler             | 06:36 | 0               |
| 28ª | Tegan Nox         | 21ª    | Shayna Baszler             | 03:50 | 0               |
| 29ª | Santina Marella   | 19ª    | Sé stessa                  | 01:01 | 1               |
| 30ª | Shayna Baszler    | 29ª    | Charlotte Flair            | 04:27 | 8               |

### Maschile
– Wrestler di Raw
     – Wrestler di SmackDown
     – Wrestler di NXT

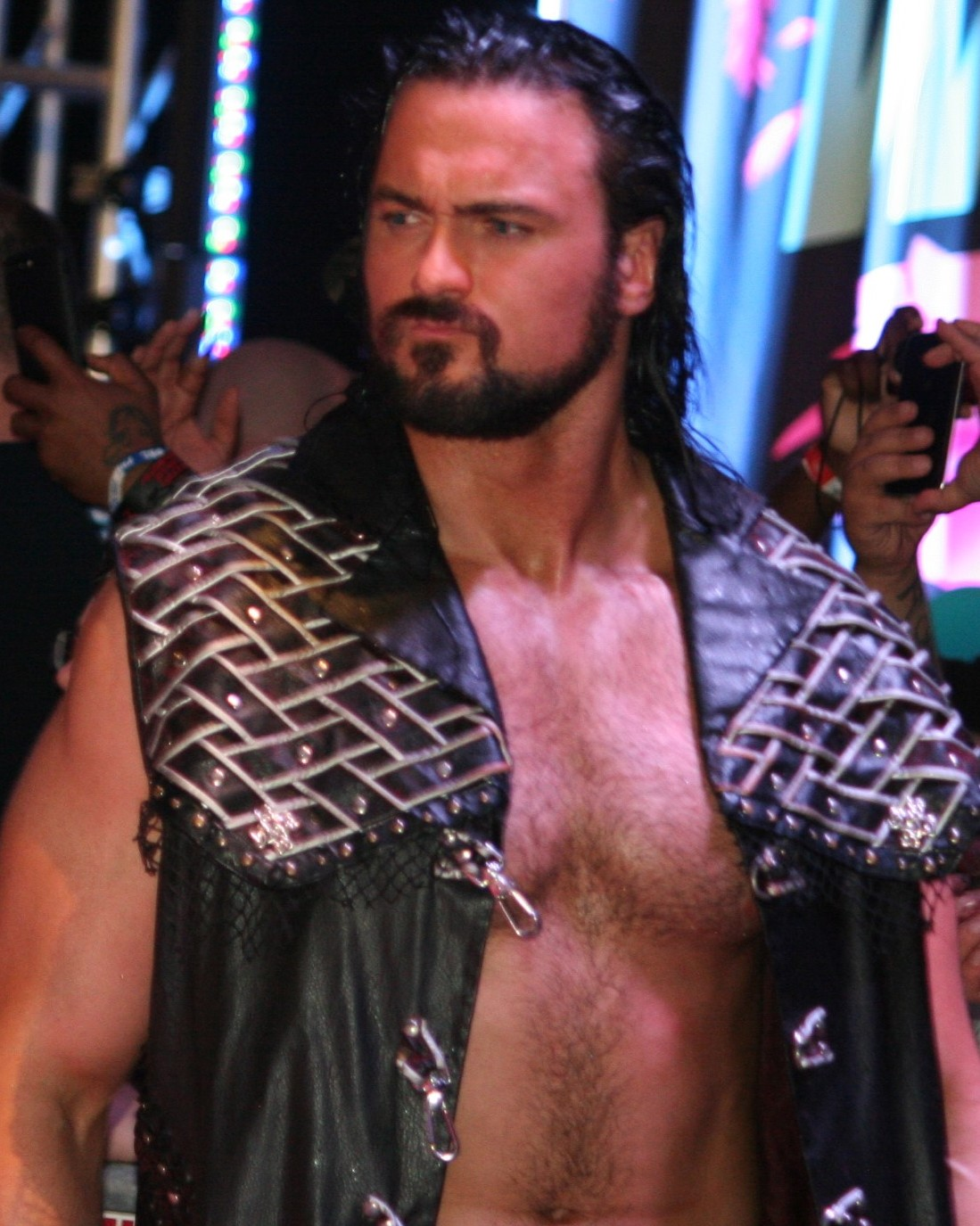
Drew McIntyre, vincitore del Royal rumble match maschile

     – Wrestler non affiliato
     – Vincitore
| #   | Superstar         | Ordine | Eliminato da               | Tempo | N° eliminazioni |
| --- | ----------------- | ------ | -------------------------- | ----- | --------------- |
| 1°  | Brock Lesnar      | 14°    | Drew McIntyre              | 26:23 | 13              |
| 2°  | Elias             | 1°     | Brock Lesnar               | 01:00 | 0               |
| 3°  | Rowan             | 2°     | Brock Lesnar               | 00:08 | 0               |
| 4°  | Robert Roode      | 3°     | Brock Lesnar               | 00:41 | 0               |
| 5°  | John Morrison     | 4°     | Brock Lesnar               | 00:09 | 0               |
| 6°  | Kofi Kingston     | 7°     | Brock Lesnar               | 05:06 | 0               |
| 7°  | Rey Mysterio      | 5°     | Brock Lesnar               | 02:54 | 0               |
| 8°  | Big E             | 6°     | Brock Lesnar               | 00:53 | 0               |
| 9°  | Cesaro            | 8°     | Brock Lesnar               | 00:18 | 0               |
| 10° | Shelton Benjamin  | 9°     | Brock Lesnar               | 00:37 | 0               |
| 11° | Shinsuke Nakamura | 10°    | Brock Lesnar               | 00:20 | 0               |
| 12° | MVP               | 11°    | Brock Lesnar               | 00:22 | 0               |
| 13° | Keith Lee         | 12°    | Brock Lesnar               | 03:32 | 0               |
| 14° | Braun Strowman    | 13°    | Brock Lesnar               | 01:48 | 0               |
| 15° | Ricochet          | 15°    | Drew McIntyre              | 03:09 | 0               |
| 16° | Drew McIntyre     | —      | Vincitore                  | 34:11 | 6               |
| 17° | The Miz           | 16°    | Drew McIntyre              | 00:30 | 0               |
| 18° | AJ Styles         | 17°    | Edge                       | 07:49 | 0               |
| 19° | Dolph Ziggler     | 22°    | Roman Reigns               | 12:20 | 0               |
| 20° | Karl Anderson     | 21°    | Randy Orton                | 09:46 | 0               |
| 21° | Edge              | 28°    | Roman Reigns               | 23:43 | 3               |
| 22° | King Corbin       | 19°    | Drew McIntyre              | 04:06 | 1               |
| 23° | Matt Riddle       | 18°    | King Corbin                | 00:41 | 0               |
| 24° | Luke Gallows      | 20°    | Edge                       | 02:00 | 0               |
| 25° | Randy Orton       | 27°    | Edge                       | 14:37 | 1               |
| 26° | Roman Reigns      | 29°    | Drew McIntyre              | 16:09 | 2               |
| 27° | Kevin Owens       | 24°    | Akam, Rezar e Seth Rollins | 06:59 | 0               |
| 28° | Aleister Black    | 23°    | Seth Rollins               | 05:06 | 0               |
| 29° | Samoa Joe         | 25°    | Seth Rollins               | 04:25 | 0               |
| 30° | Seth Rollins      | 26°    | Drew McIntyre              | 04:01 | 3               |